# Ardisia revoluta
Ardisia revoluta là một loài thực vật có hoa trong họ Anh thảo. Loài này được Kunth mô tả khoa học đầu tiên năm 1819.